# Poinville

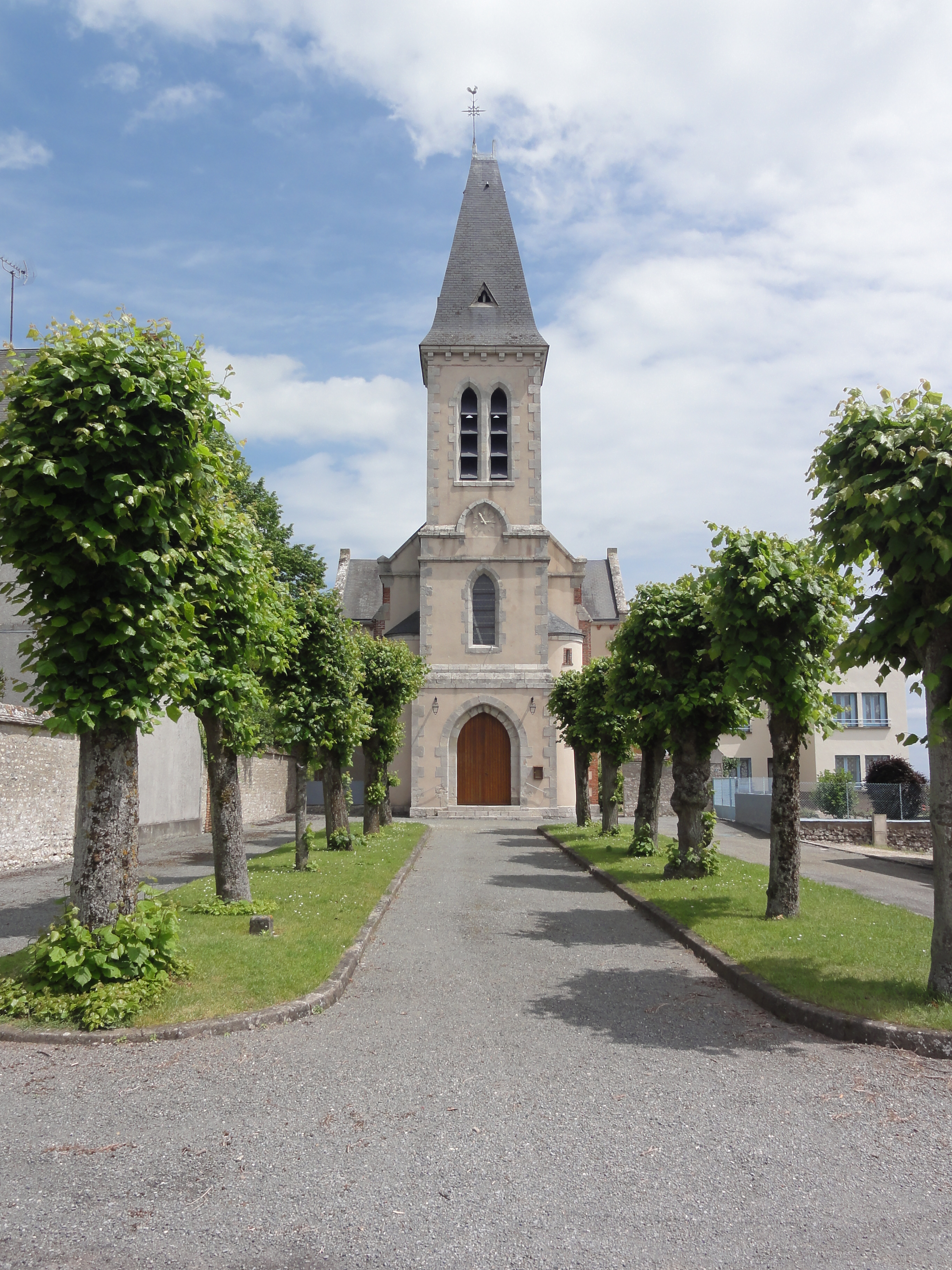
Kerk

Poinville is een gemeente in het Franse departement Eure-et-Loir (regio Centre-Val de Loire) en telt 118 inwoners (2005). De plaats maakt deel uit van het arrondissement Chartres.

## Geografie
De oppervlakte van Poinville bedraagt 8,3 km², de bevolkingsdichtheid is 14,2 inwoners per km².
De onderstaande kaart toont de ligging van Poinville met de belangrijkste infrastructuur en aangrenzende gemeenten.

## Demografie
Onderstaande figuur toont het verloop van het inwonertal (bron: INSEE-tellingen).